# Жуль де Бурле
Жуль Філіп Марі де Бурле (10 квітня 1844 , Іксель  — 1 березня 1897 , Нівель, Валлонія ) — бельгійський католицький політичний діяч.
Народився в Ікселі, здобув ступінь з права. Мав практику в Нівелі, де збудував собі будинок. Був мером міста 1872–1891.
З 1884 року він представляв Нівель у Палаті представників Бельгії. 1891 року став міністром внутрішніх справ, а 1894 року залишив нижню палату і став членом бельгійського Сенату. У цей самий час очолив уряд країни. Після виходу у відставку обіймав посаду посла Бельгії в Португалії (1896–1897).